# セルゲイ・キリエンコ
セルゲイ・ウラジレノヴィチ・キリエンコ（ロシア語: Серге́й Владиле́нович Кирие́нко, ラテン文字転写: Sergei Vladilenovich Kirienko、1962年7月26日 - ）は、ロシア連邦の政治家、テクノクラート。現在、同国大統領府第1副長官。リベラルな経済改革派である一方、ウラジーミル・プーチン大統領からの信任が厚く、連邦内の州知事を選ぶ立場にあるとされるなど陰の実力者とも称される。
ボリス・エリツィン政権にて第2代ロシア連邦首相を務めた。プーチン政権で沿ヴォルガ連邦管区全権代表、ロシア原子力庁長官を経て、国営原子力企業「ロスアトム」社長を10年間務めた。剣道をたしなむ。

## 経歴
1962年7月26日にグルジア・ソビエト社会主義共和国のアブハジア自治共和国・スフミに誕生する。父親のウラジレン・イスライテルはユダヤ系であった。
1984年にゴーリキー鉄道運輸工科大学造船学科を卒業。卒業後2年間の兵役ののち、造船工場職長とコムソモール書記を経て、ゴーリキー州（現在のニジニ・ノヴゴロド州）コムソモール第一書記に就任し、州の人民代議員にも選出された。1993年にロシア政府付属国民経済アカデミーを卒業。専門は、市場環境におけるマネージメントで、「最高等級マネージャー」の資格を有する。
1991年から1994年まで株式会社AMKの社長を務めたのを皮切りにゴーリキー州（ニジニ・ノヴゴロド州）で銀行や石油会社の経営に携わる。1994年から1997年までガランティア銀行（ニジニ・ノヴゴロド州社会商業銀行）頭取、1996年から石油会社ノリス・オイル社長を務める。この頃、ニジニ・ノヴゴロド州知事であったボリス・ネムツォフとの結びつきが生まれる。
1997年にネムツォフがロシア第一副首相に就任すると、キリエンコはネムツォフによって同年5月に燃料エネルギー省第一次官に任命され、ガスプロムに関係する職務に就いている。11月にネムツォフが兼任していた燃料エネルギー大臣を退任したことに伴い同省大臣に就任した。
1998年3月23日にエリツィン大統領がヴィクトル・チェルノムイルジン首相を解任した際に首相代行兼第一副首相に任命された。下院による首相承認は4月10日・4月17日と2回に渡って議会を支配するロシア連邦共産党の主導で否決されたが、4月24日の3回目の投票で、賛成251・反対25・棄権120で首相に正式に任命されるという紆余曲折を経た。こうしてキリエンコは35歳の若さで首相となり、ガスプロムに対する徴税問題や経済改革に乗り出すが、若さ故に政治的力量に欠けていた。同年7月にエリツィンの意向を受けてウラジミール・プーチンをロシア連邦保安庁（FSB）の長官に任命した。同年8月にはルーブルの切り下げとデフォルトを発表したことでロシア通貨危機が発生するがこれを収拾できず、責任を取らされる形でわずか数ヶ月足らずで首相職を解任された。
1999年に政治運動「新しい勢力」を結成し、7月に他の右派リベラル勢力と合同して政治ブロック「右派連合」（右派勢力同盟）を結成した。12月の下院選挙で右派勢力同盟は善戦し、キリエンコ自身も下院議員に当選した。キリエンコは下院選と同時に行なわれたモスクワ市長選挙にも立候補したが、こちらは現職市長のユーリ・ルシコフに敗れている。

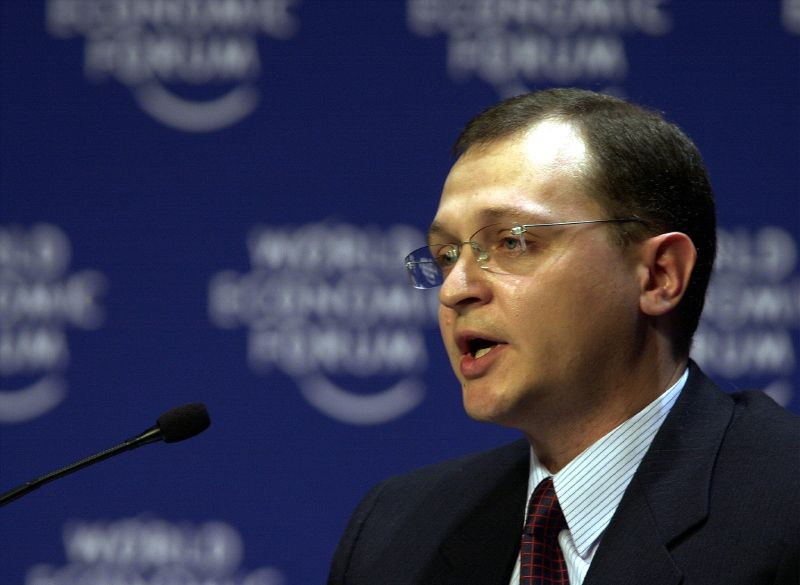
ダボスで行われた世界経済フォーラムにて（2000年1月26日）

1999年12月31日のエリツィン大統領の辞任を受けて代行を務めていたウラジーミル・プーチンが2000年5月7日に正式に第2代ロシア連邦大統領に就任すると、その下で同年5月18日に新しく創設された沿ヴォルガ連邦管区の全権代表に任命された。その後全権代表を約5年半務める。
2005年11月30日に今度はロシア原子力庁長官に任命される。同庁長官時には、FSB（ロシア連邦保安庁）の元エージェントのアレクサンドル・リトヴィネンコ変死事件に関連し、遺体から検出されたポロニウムについて、2006年11月28日に「ロシアは海外輸出向けに年間8グラムを製造しているが、輸送・販売などで厳重な管理体制を取っている」としてロシアからの流出を否定した。2007年12月3日、プーチンによってロシア原子力庁が国営原子力企業「ロスアトム」に改変されたことに伴い、「ロスアトム」代表取締役社長に就任した。2016年10月5日に新設された大統領府第1副長官に就任。
2022年2月に始まるウクライナへの軍事侵攻ではロシアが併合を宣言したウクライナ東部ドンバス地方（ドネツィク州、ルハーンシク州）の親ロシア派武装勢力との連携に関わるほか、スピン報道やイメージ操作を取り仕切っており、ドンバスの占領統治で主導的な役割を果たしてることから「ドンバスの総督」とも呼ばれた。